# Prognosi
Prognosi (del grec antic πρόγνωσις, grec modern πρόγνωση; literalment, preveure) és un terme mèdic que indica la predicció d'un metge de com progressarà un pacient, i si aquest té oportunitat de recuperar-se. Correspon a la previsió sobre l'evolució futura i desconeguda d'una malaltia, basant-se en la interpretació de dades del moment actual (indicadors). L'expressió es fa servir sovint en informes mèdics per indicar el punt de vista mèdic sobre un cas.

## Metodologia

### Indicadors de malalties i prognosi
En la medicina actual, els metges cerquen maneres de predir com pot respondre un pacient a un tractament, a la vista de la situació en què es troba. Els símptomes i les proves poden suggerir quins són els tractaments favorables amb les teràpies estàndard. De la mateixa manera, determinats símptomes, factors de salut i tests poden indicar que altres tractaments estàndard poden donar resultats menys favorables (i en aquest cas pot ser millor fer un altre tractament més agressiu).
Es fan servir indicadors per a la prognosi com ara l'escala de Manchester, per al càncer de pulmó, o tests d'estrès en exercicis, després d'un infart de miocardi.

### Fi de la vida
En moltes àrees de la medicina encara no hi ha dades estadístiques per fer una bona prognosi; en aquests casos el metge s'ha de guiar en la pròpia experiència prèvia. Estudis mèdics han demostrat que la majoria dels metges són excessivament optimistes quan fan una prognosi: tendeixen a sobreestimar la durada de la vida que li queda al pacient. Per a pacients que estan críticament malalts, especialment els que estan en una unitat de cura intensiva, hi ha sistemes de prognosi numèrics que són més precisos. El més famós és l'escala Apache II. Tanmateix, aquesta escala només és ben precisa a set dies de la mort predita del pacient.
El coneixement de la prognosi ajuda a decidir si té més sentit intentar o no fer determinats tractaments i, per tant, fa un paper important en les decisions sobre deixar o no morir.

## Història
Per als grans metges del segle xix, en particular per a l'escola francesa, el principal objectiu de la medicina no era curar malalties, sinó diagnosticar-les i arribar a una prognosi satisfactòria sobre les possibilitats que té el pacient. Unes quantes dècades més tard es van modificar els esforços de la medicina occidental cap a la curació de les malalties.